# Cyanocorax dickeyi
Cyanocorax dickeyi là một loài chim trong họ Corvidae.